# Ministry of Education (Neuseeland)
Das Ministry of Education (Māori: Te Tāhuhu o te Mātauranga) ist das für das Bildungssystem in Neuseeland zuständige Ministerium und oberste Behörde für diesen Bereich. Es hat seinen Sitz in Wellington.

## Geschichte
Das Ministerium wurde mit dem Education Act 1989 am 1. Oktober 1989 gegründet. Es entstand, als das Department of Education, neben dem Ministry of Education in sechs weitere sogenannte Education Agencies aufgespalten wurde, dem:
- Careers New Zealand
- Education Review Office (ERO)
- Ministry of Education – Te Tāhuhu o Te Mātauranga
- National Library of New Zealand – Te Puna Mātauranga o Aotearoa
- New Zealand Qualifications Authority – Mana Tohu Mātauranga o Aotearoa (NZQA)
- New Zealand Teachers Council – Te Pouherenga Kaiako o Aotearoa
- Tertiary Education Commission – Te Amorangi Mātauranga Matua

Als Teil der Reformen wurden die an den Regionen orientierten Boards of Education der Schulverwaltung durch einzelne Treuhandverwaltungen, Boards of Trustees genannt, für alle Grund- und weiterführenden Schulen ersetzt.

## Rolle des Ministeriums
Die Rolle des Ministeriums besteht darin, das Bildungsniveau anzuheben und die Ungleichheit im Bildungsstand zu verringern. Es tritt selbst nicht als Betreiber von Bildungseinrichtungen oder Anbieter von Bildungsmaßnahmen auf. Diese Rolle wird durch gewählte Boards of Trustees in jeder Schule des staatlichen Bildungssektors erfüllt. Zu den Funktionen des Ministeriums gehört die Beratung der Regierung, Informationsangebote für den Bildungssektor, Bereitstellung von Lernmitteln, rechtliche Regelung der Bildung und ihrer Finanzierung und Bereitstellung von Spezialisten. Das Ministerium arbeitet dazu mit anderen Agenturen (siehe oben) und der Learning Media Limited zusammen.

## Publikationen
Das Ministerium gibt unter anderem das 14-täglich erscheinende Magazin New Zealand Education Gazette heraus, das den Bildungssektor einerseits über ministerielle Initiativen in Sachen Bildung informiert und anderseits über praktische Umsetzungen in Schulen, Kindertagesstätten und Kindergärten berichtet.